# Derattizzazione

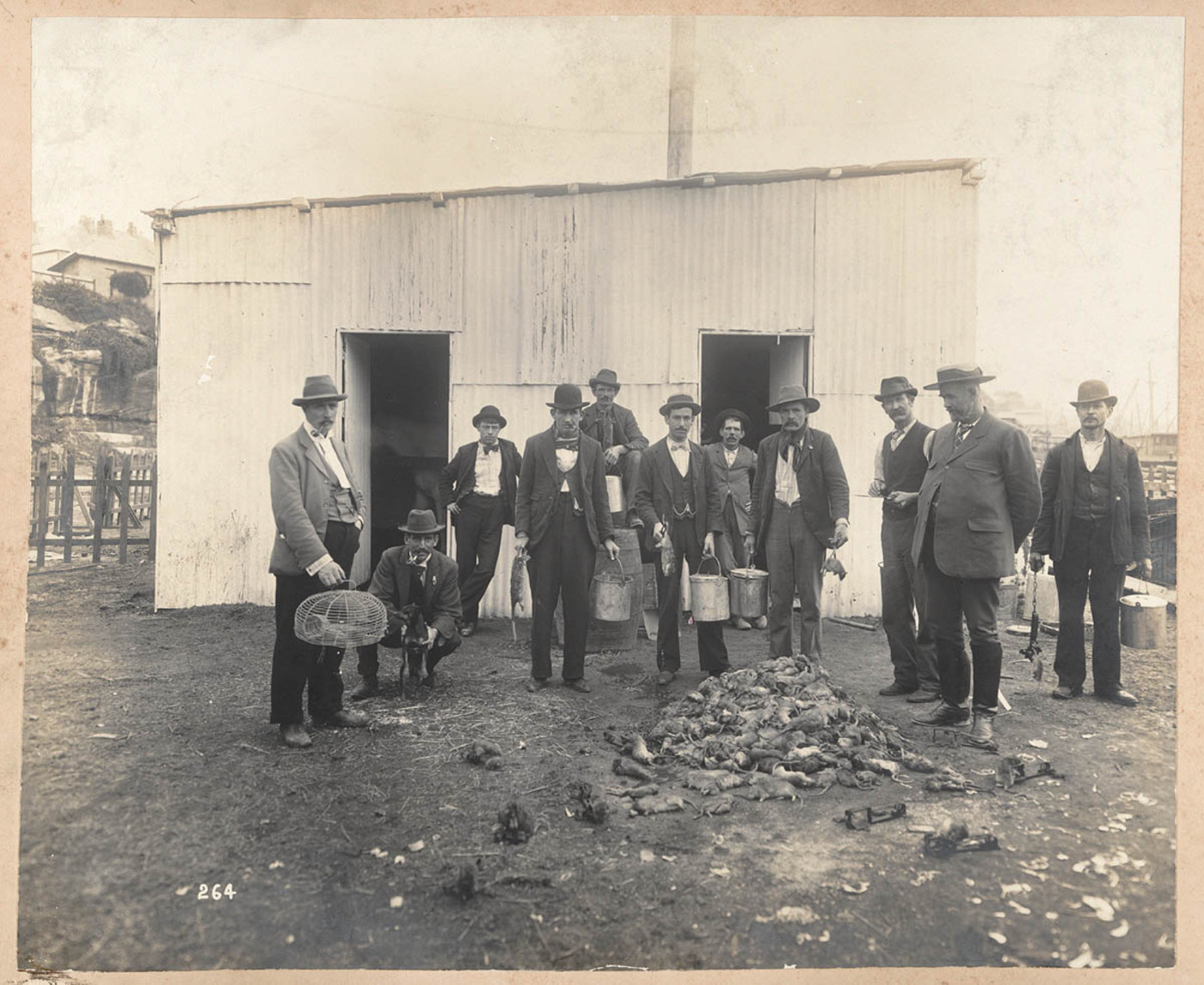
Derattizzatori con le loro prede, ritratti a Sydney durante la peste bubbonica del 1900.

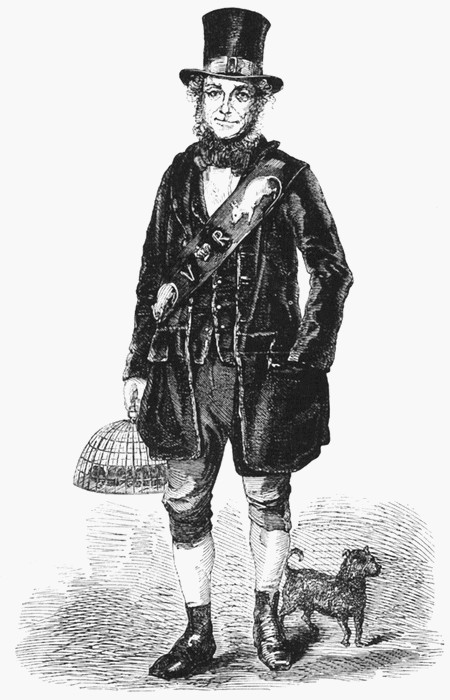
Jack Black, "Acchiapparatti di Sua Maestà", con il suo terrier - ill. da London Labour and the London Poor, a. 1851

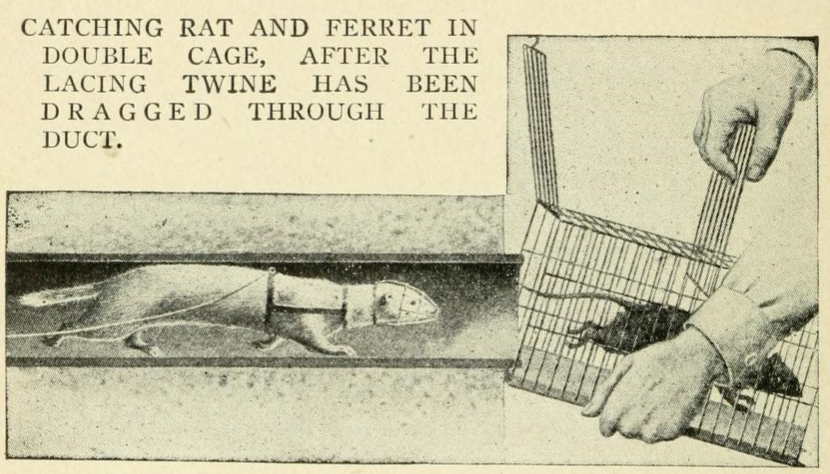
Furetto in caccia di ratti - ill. da Harding, A.R. (1915), Ferret Facts and Fancies, Columbus, A.R. Harding.

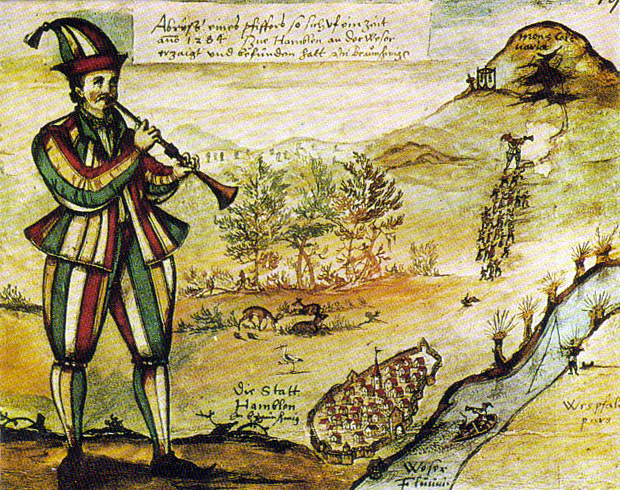
"Il pifferaio di Hamelin" - ill. copiata da una vetrofania della "Market Church" di Hameln.

La derattizzazione è una particolare tipologia di disinfestazione murina volta ad eradicare la popolazione urbana di surmolotti, ratti neri e/o topi. Pratica antichissima, viene oggi effettuata tramite ricorso a sostanze tossiche gassose e/o esche avvelenate. La procedura è obbligatoria sulle navi, essendo i ratti veicolo di numerose malattie.

## Storia
In Europa, la decimazione programmata delle colonie urbane di ratti/topi ha una tradizione pluri-secolare, dettata dalla necessità di circoscrivere il rischio di diffusione di pericolose epidemie, come la peste bubbonica o il tifo murino. Conseguentemente, figure professionali specializzate, gli acchiapparatti (lingua inglese rat-catchers), divennero consuete nelle città europee. È abbastanza lecito supporre che questi derattizzatori professionisti si diffusero capillarmente nel Vecchio Mondo al tempo della Peste nera (1347-1353). Tra i testi trecenteschi pervenutici, si trova, a titolo di esempio, esplicita menzione della figura dell'acchiapparatti nel Piero l'Aratore dell'inglese William Langland. Uno di questi professionisti, il britannico Jack Black, "Acchiapparatti di Sua Maestà", passò ai posteri per tramite di un'intervista fattagli dal giornalista vittoriano Henry Mayhew poi pubblicata nel di lui libro London Labour and the London Poor.
Studi recenti hanno portato a supporre che questi acchiapparatti operassero, all'occorrenza, anche in regime di racket, ricorrendo cioè ad un allevamento selettivo dei roditori per provocare infestazioni controllate, che, una volta indotto il panico tra la cittadinanza, assicurassero una perenne fonte d'introiti. Da questa procedura avrebbe avuto origine l'addomesticamento del ratto, culminato con la selezione, nel Regno Unito, del ratto da compagnia (Ing. Fancy Rat).
Altra fonte d'introiti per gli acchiapparatti consisteva nel rifornire le fosse da combattimento del Rat-baiting e/o i circoli presso i quali venivano allestite le "corse dei ratti", altro celebre passatempo dell'Età Vittoriana.
Gli acchiapparatti vennero impiegati ancora al principio del XX secolo durante la terza pandemia di peste. Negli ultimi decenni, però, la figura del derattizzatore professionista si è sempre più allineata/sovrapposta con quella del disinfestatore. Il mondo anglofono fa ancora ricorso alla definizione di ratcatcher (acchiapparatti), in controtendenza rispetto alla maggior parte d'Europa, ove si parla, genericamente, di "disinfestatore".
La caccia al ratto è divenuta una sorta di hobby ludico-igienico in alcune grandi città: a Manhattan, per esempio, la Ryders Alley Trencher-fed Society (RATS) organizza, dal principio del XXI secolo, interventi di eradicazione della nutrita popolazione murina di New York tramite terrier addestrati.

## Tecniche

### Premessa
Le più arcaiche tipologie di derattizzazione prevedevano il ricorso a predatori addomesticati specializzati nella caccia ai ratti, fondamentalmente il cane o il furetto, o il ricorso a trappole. Tra le razze canine appositamente selezionate per l'eradicazione delle Murinae spiccano i Terrier, tipici della Gran Bretagna, impiegati anche nella cruenta disciplina del rat-baiting. La caccia al ratto tramite furetto si svolgeva in modalità affatto differente rispetto alla caccia al coniglio: il mustelide inseguiva il roditore nella tana e lo metteva in fuga, spingendolo verso l'uscita ove lo attendeva l'acchiapparatti con la gabbia. Altro predatore impiegato per la caccia ai ratti era la mangusta.
In tempi recenti (dalla metà del XX secolo) si prediligono invece tecniche più moderne (trappole tecnologicamente avanzate e/o esche avvelenate con solfuro di zinco, solfato di tallio, ecc.) ed un approccio più olistico: la riduzione della spazzatura e la lotta biologica. La derattizzazione in ambienti chiusi viene solitamente effettuata tramite ricorso a gas venefici (es acido cianidrico o bromuro di metile), seppur esistano ormai anche misure high-tech come i derattizzatori ad ultrasuoni. Complice l'odierna attenzione per i diritti degli animali, la Normativa nazionale disciplina rigidamente il ricorso al veleno nella derattizzazione.
Nei cantieri navali vengono adottate specifiche procedure per impedire la formazione di nidi di ratto nello scafo di una nave in costruzione.

### Indicazioni pratiche
Di seguito si riporta una summa delle più comuni tecniche di eradicazione delle colonie di roditori nocivi alle colture e/o agli alimenti immagazzinati.
- Topi campagnoli, tra cui il "topo campagnolo comune" o "arvicola campestre" (Microtus arvalis) e l'"arvicola di Savi" (Microtus savii): il trattamento deve tener conto delle abitudini ipogee di questi roditori, che scavano gallerie superficiali: lavorazioni frequenti e superficiali del terreno e l'impiego di diserbanti rendono più difficile che si insedi nei campi coltivati; possono essere anche usate esche con anticoagulanti a bassa tossicità, che possono essere semplicemente sparse, ma assicurandosi che l'area trattata non sia accessibile a persone od altri animali, oppure sotterrate a bassa profondità.
- Topi selvatici in genere, capaci di adattarsi ad ambienti naturali o antropizzati e ai magazzini. Si può intervenire in aree infestate in corrispondenza della semina con mangiatoie con esche specifiche a bassa tossicità disposte nelle aree perimetrali dei campi, protette dalle intemperie e rese inaccessibili ad altri animali.
- Topo comune o "topo domestico": per le piccole dimensioni, la capacità di passare in fori ancora più piccoli, la grande agilità può colonizzare ogni angolo della casa. Hanno inoltre una notevole resistenza alle sostanze rodenticide.
- Ratto comune o "ratto nero dei tetti", colonizza invece di preferenza le strutture elevate. La lotta prevede un attento monitoraggio e consiste nell'opportuna collocazione delle esche più indicate (a cui in alcuni casi preceduta da una preventiva pasturazione con esche non attive) e nella realizzazione di sigillature e sbarramenti con l'eliminazione delle aree di rifugio. L'intervento di bonifica dovrebbe essere sempre seguito da una fase di manutenzione e controllo.
- Ratto marrone, o "surmolotto" o "ratto delle chiaviche", preferisce colonizzare le zone sotterranee, collegate alla rete idrica o fognante. Il trattamento dovrebbe seguire procedure centripete, per evitare la trasmigrazione di animali in altri siti esportando l'infestazione. L'eradicazione avviene con la collocazione di esche specifiche, che non siano dannose per l'uomo o altri animali. Dopo l'eradicazione potranno essere inseriti sbarramenti in grado di fermare gli animali, che sono in grado di aprirsi il passaggio anche attraverso cemento magro o metalli teneri.

## La derattizzazione nella cultura di massa europea
La derattizzazione in generale e la figura dell'acchiapparatti in particolare sono il soggetto di una delle fiabe tradizionali tedesche più famose, Il pifferaio di Hamelin (trascritta, fra gli altri, dai Fratelli Grimm) che si ritiene sia stata ispirata da un evento tragico realmente occorso nella città tedesca di Hameln (Bassa Sassonia), nel XIII secolo.